# Roelof Willem Temmingh
Roelof Willem Temmingh (Gorinchem, 18 april 1913 – George, 8 oktober 2001), ook wel Roelof Temmingh sr., was een Zuid-Afrikaans organist en componist van Nederlandse komaf.
Hij was zoon van kleermaker Hendrik Temmingh en Janse van den Berg. Hijzelf trouwde met Jacoba Gerritdina de Beer. Vier kinderen verdienden hun geld met muziek in Zuid-Afrika; alhoewel vader het ontraadde: Henk Temmingh (1939) werd componist, Jentje/Jenny Temmingh was muzieklerares, Roelof Temmingh werd componist en musicoloog en Lykele Gerard Temmingh violist.
Dat Temmingh musicus werd, stond lange tijd niet vast. Hij was zonder mulo-diploma tussen 1929 en 1939 kantoorbediende bij een expediteur en tussen 24 juli 1940 en 31 augustus 1953 (met tijdelijk ontslag per 28 februari 1943) (hoofd-)agent bij de gemeentepolitie in Amsterdam. In die perioden nam hij privéles bij organist Jan Zwart, hetgeen in 1947 uitmondde in een studie met beurs aan het Haags conservatorium (1950-1953). Dit gaf hem rond 1953 de gelegenheid zijn leven te wijden aan muziek en muziekdocent te worden aan de Christelijke Hogere Burgerschool Amsterdam. Om zich verder te verdiepen nam hij nog lessen bij Cor Kee, bekend vanwege zijn improvisaties met opnieuw een staatsexamen in 1956) en Kees van Baaren (uitgeschreven composities). Zijn improvisaties bereikten in Nederland al de Nederlandse Radio Unie met concerten voor diverse omroepen.
In 1958 trok de gehele familie naar Zuid-Afrika; Temmingh werd muziekleraar in Griekwastad (Hogeschool), Klerksdorp en Bellville. Later werd hij organist in Kaapstad; hij bespeelde het orgel van de Groote Kerk aldaar (1960-1967) en de Gereformeerde Kerk (1967-1983). Hij was als docent verbonden aan het College of Music (orgel, harmonieleer en contrapunt), de Universiteit van Port Elizabeth (Nelson Mandela Universiteit) en part-time bij het Kaapse onderwijsdepartement. In 1975 was hij voor een korte tournee in Nederland. In Kaapstad gaf hij leiding aan concerten met uitvoeringen van oude muziek; zijn voorkeurscomponisten waren Marcel Dupré, Maurice Duruflé en César Franck.
Hij schreef religieuze werken waaronder psalmcantates, motetten, koraalbewerkingen en koorpreludes. Voorts zou hij schrijver zijn van twee operettes.  